# Parinya Charoenphol
Note : La transcription en caractères romains des noms et mots thaïs de cette page est en cours d'uniformisation pour l'aligner sur les recommandations du Royal Thai General System of Transcription (RTGS). Veuillez ne pas modifier l'orthographe de ces mots, merci.
Parinya Charoenphol (thaï : ปริญญา เจริญผล; Parinya Charoenphon; née le 9 juin 1981), surnommée Toom, également connue sous le nom de scène Parinya Kiatbusaba et le nom familier de Nong Toom, est une boxeuse thaï, ancienne championne de muay-thaï (boxe thaïlandaise), mannequin et actrice.
C'est une katoï, un troisième sexe thaïlandais ayant des similitudes avec les personnes transgenres,.

## Jeunesse
Enfant, elle était déjà consciente de son identité de genre féminine. Elle commence la boxe thaï à l'âge de 8 ans, entraînée par son oncle. Après une courte période en tant que moine bouddhiste, elle a commencé à s'entraîner en tant que boxeuse et a finalement rejoint un camp de muay-thaï à Chonburi. Son but était de gagner assez d'argent pour subvenir aux besoins de ses parents pauvres et de se payer une chirurgie de réassignation.

## Carrière
Sa vie publique a commencé en février 1998, avec une victoire Stade de boxe du Lumpinee de Bangkok, le centre du monde du muay-thaï. Les médias thaïlandais étaient naturellement intrigués par la nouveauté et l'incongruité d'un katoï (ou « lady boy ») de 16 ans portant du maquillage, vainquant puis embrassant un adversaire plus grand et plus musclé.
Bien que le gouvernement thaïlandais ait précédemment empêché les athlètes katoï d'entrer dans l'équipe nationale de volley-ball, par crainte de réactions négatives du reste du monde, l'establishment du muay-thaï a embrassé Nong Toom, et les responsables du tourisme l'ont promue « révélateur des merveilles que l'on peut trouver » en Thaïlande. À l'époque, le muay-thaï avait connu une crise de plusieurs années, et Nong Toom avait grandement revitalisé l'intérêt des médias et du public pour ce sport, comme en témoignait l'augmentation des ventes de billets et des recettes des stades.
Elle a été profilée dans plusieurs magazines, et est apparue dans de nombreux clip thaïlandais. Par la suite, son profil public a commencé à s'estomper, mais ses combats avec un étranger, ainsi que son voyage au Japon pour combattre un challenger japonais, l'ont gardée en vue. À l'automne de 1998, il y avait peu de couverture de Nong Toom dans les médias grand public ou de boxe.
En 1999, Nong Toom comptabilise 27 victoires sur 30 combats.

## Transition
En 1999, Nong Toom a fait beaucoup de publicité en annonçant sa retraite du kick-boxing, son intention de devenir chanteuse et son intention de subir une chirurgie de réassignation sexuelle. Elle a d'abord été refusée par certains des chirurgiens de Bangkok vers qui elle s'était tournée, mais a pu en bénéficier en 1999 à l'hôpital international Yanhee (en),.

## Retour
Le 26 février 2006, Nong Tum a fait un retour en tant que boxeuse. Elle a combattu dans un match d'exhibition pour la nouvelle salle de sport de Fairtex Gym de Pattaya (rebaptisée Nong Toom Fairtex Gym) en affrontant un match de 140 livres contre le japonais Kenshirô Lookchaomaekhemthong. Nong Toom a gagné par décision unanime après un combat de trois rounds, laissant une coupure à son rival près de son œil d'un coup de coude dans le dernier round.
Nong Toom planifiait un autre combat d'exhibition en 2006 avec une boxeuse, Lucia Rijker, qui a interprété la meurtrière « Blue Bear » dans le film Million Dollar Baby.
Le 31 mai 2008, Nong Toom s'est battu contre Pernilla Johansson (sv) au Rumble of the Kings de Stockholm en Suède, et a gagné par décision.
En 2010, Nong Toom a ouvert un camp d'entraînement de boxe, Parinya Muay Thai, à Pran Buri (en) en Thaïlande, qu'elle possède et dirige avec l'acteur et écrivain américain  Steven Khan. Elle enseigne actuellement le muay-thaï et l'aérobic aux enfants à l'école Baan Poo Yai.

## Film et autres apparitions dans les médias
Son histoire est relatée dans le film Fighting Beauty en 2003 dans lequel elle a été interprétée par le boxeur masculin Asanee Suwan. Le film a remporté plusieurs prix nationaux et internationaux, mais a eu un succès limité en Thaïlande. Yagan Wu Gan Teng Lee Palia le commentera : « Il est assez homme pour être une femme. »
Elle est venue dans les théâtres des États-Unis en 2005. Ekachai Uekrongtham, le réalisateur de Fighting Beauty, a également écrit le solo de Boxing Cabaret pour Nong Toom qu'elle a interprété à l'été 2005 au Festival des Arts de Singapour (en) et plus tard à Bangkok.
La vie de Nong Toom en tant que katoï fait également partie du livre Ladyboys : The Secret World of Thailand's Third Gender par Maverick House Publishers.
Son histoire a également été incluse dans le documentaire de National Geographic  de Julina Khusaini, Hidden Genders (2003).
Elle a joué un rôle de premier plan dans le film d'action de super-héros Mercury Man (en) de 2006. Elle jouait la sœur transgenre du personnage principal et démontrait ses prouesses de boxe sur les méchants. En 2006, elle est apparue en tant qu'invitée vedette sur la série télévisée SBS « World Record Pizza (en) » et sur Rallarsving (sv) (Suède).

## Autres œuvres

### Film
- มนุษย์เหล็กไหล Remède humain (2006)

### Drame
- เศรษฐีตีนเปล่า Millionaire Fool (2001), canal 7
- บุษบาครับผม Busaba I (2002), canal 3

### Émissions de télévision
- ซูเปอร์สตาร์ ที่สุดแห่งดาว Superstar Star, saison 2